# 거창 오례사
거창 오례사(居昌 悟禮祠)는 대한민국 경상남도 거창군 신원면 덕산리에 있는, 백촌 김문기(1399∼1456) 선생의 학문과 덕행을 추모하고 이를 계승하고자 세운 곳이다.
1992년 10월 21일 경상남도의 문화재자료 제191호 오례사으로 지정되었다가, 2018년 12월 20일 현재의 명칭으로 변경되었다.

## 개요
백촌 김문기(1399∼1456) 선생의 학문과 덕행을 추모하고 이를 계승하고자 세운 곳이다.
김문기 선생은 세종 8년(1426) 과거에 급제하여 여러 관직을 두루 거쳤으나 사육신과 함께 단종복위를 꾀한 사건으로 희생당하였다. 그 뒤 영조 7년(1731) 복관되고, 영조 33년(1757) 충의(忠毅)란 시호가 내려졌다. 오례사는 선생의 후손이 1870년에 세웠으며, 1994년에 크게 보수하여 오늘에 이른다.
현재 남아있는 건물은 외삼문, 추원재, 내삼문, 사당이 있다. 사당은 앞면 3칸·옆면 2칸 규모이며, 지붕은 옆면에서 볼 때 사람 인(人)자 모양인 맞배지붕이다. 추원재는 앞면 4칸·옆면 2칸이며, 지붕은 옆면에서 볼 때 여덟 팔(八)자 모양인 팔작지붕으로 꾸몄다.

## 같이 보기
- 김문기

## 참고 문헌
- 거창 오례사 - 국가유산청 국가유산포털